# František Kupka

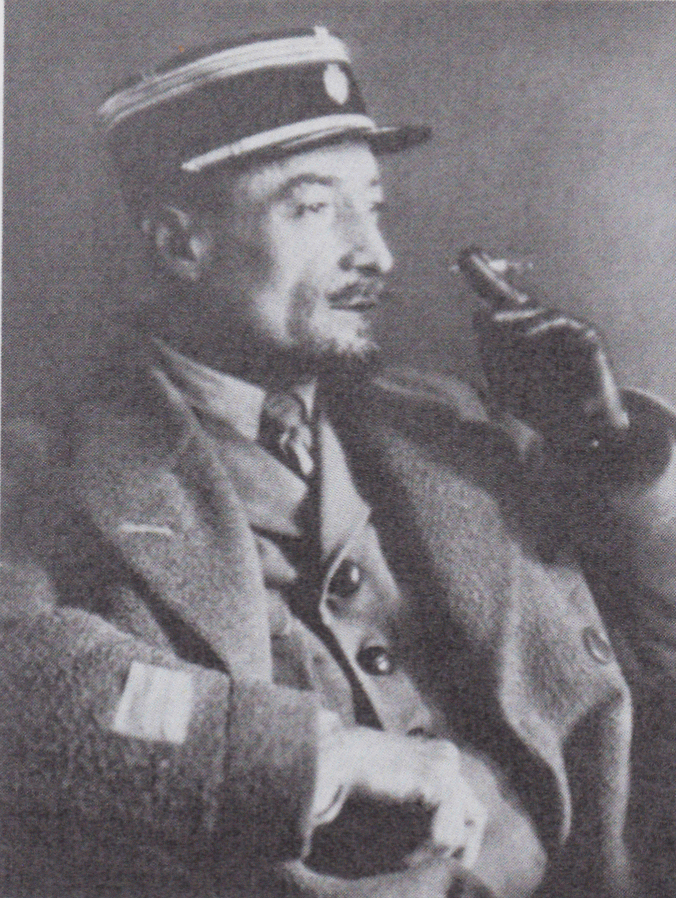
Na fotografii v uniformě legionáře (kolem roku 1917)

František Kupka (23. září 1871 Opočno – 24. června 1957 Puteaux, Francie) byl český malíř, grafik a ilustrátor, jeden ze zakladatelů moderního abstraktního malířství a legionář. Jeho vztah k hudbě se podílel na vzniku a realizaci dalšího nového výtvarného směru – orfismu, tedy směru přibližujícímu malířství jiným uměním (hudba, poezie). Převážnou část života žil ve Francii.
Svým dílem se nesmazatelně zapsal do dějin české i světové výtvarné tvorby. Z komerčního hlediska jde také o jednoho z nejdražších českých umělců; jeho dílo Conception/Danae (Početí) bylo v dubnu 2024 vydraženo za částku 126 500 000 Kč (aukční síň Adolf Loos Apartment and Gallery, 21.4.2024) a stalo se tak nejdražším dílem všech dob vydraženým na aukci v České republice. Zároveň se stalo novým autorským rekordem malíře v České republice, dalších několik jeho maleb bylo prodáno za částky přesahující 60 milionů korun, abstraktní obraz Divertimento II za 90 milionů korun. Obraz Tryskání II se v březnu 2021 v londýnské Sotheby's vydražil v přepočtu za 196 milionů korun (s aukční přirážkou 231 milionů), čímž se stal nejdražším vydraženým obrazem českého umělce vůbec.

## Život
František Kupka se narodil jako nejstarší z pěti dětí v rodině notářského úředníka v Opočně. Mládí prožil v Dobrušce pod Orlickými horami, kde se vyučil sedlářskému řemeslu, ale již tehdy maloval vývěsní štíty a obrázky svatých. Projevoval velký malířský talent, a proto na přímluvu rodinného přítele nebyl nucen věnovat se svému řemeslu a byl poslán nejprve do řemeslnické školy v Jaroměři (1886) a posléze na pražskou Akademii (1887). Zde studoval v ateliéru pro historickou a náboženskou malbu jako žák profesora Františka Sequense až do absolutoria roku 1892, kdy odjel do Vídně. Na Akademii ve Vídni zůstal do roku 1895, kdy byl poslán jako stipendista do Paříže, kam cestoval oklikou přes severní Evropu. Během studií na École des Beaux-Arts se živil malováním plakátů, vyučoval náboženství a dokonce vystupoval jako spiritistické médium (není bez zajímavosti, že Kupka byl příznivcem teosofie, východních filosofií a mysticismu vůbec).
Kolem roku 1903 se poprvé mezinárodně proslavil publikací satirických kreseb v pařížském časopisu L'Assiette au Beurre, do kterého přispíval v letech 1901–1907 a vytvořil i tři svá samostatná čísla – alba Peníze (francouzsky Argent), Náboženství a Mír. V roce 1914 odešel dobrovolně na frontu jako člen roty Nazdar, v bitvě u řeky Aisne byl raněn. Byl vyznamenán Řádem důstojníka Čestné legie a za své zásluhy v armádě získal hodnost kapitána. Pomáhal organizovat československé legie ve Francii, po návratu do Paříže, kde založil tzv. Českou kolonii, jejímž předsedou byl později zvolen.
Po válce byl jmenován profesorem pražské Akademie, na níž v roce 1920 také přednášel. Přednáškovou činnost pořádal později i v Paříži, kde vyučoval československé stipendisty. Mezi lety 1919–1938 Františka Kupku podporoval přítel Jindřich Waldes, úspěšný pražský podnikatel, který kupoval jeho obrazy.
Za svůj život uspořádal mnoho výstav a za svá díla získal mnohá ocenění. Většinu svého života strávil na pařížském předměstí Puteaux, kde také 24. června 1957 zemřel. Je pohřben v Paříži na hřbitově Père-Lachaise, v kolumbáriu, oddělení 87, schránka č. 22696.

## Dílo

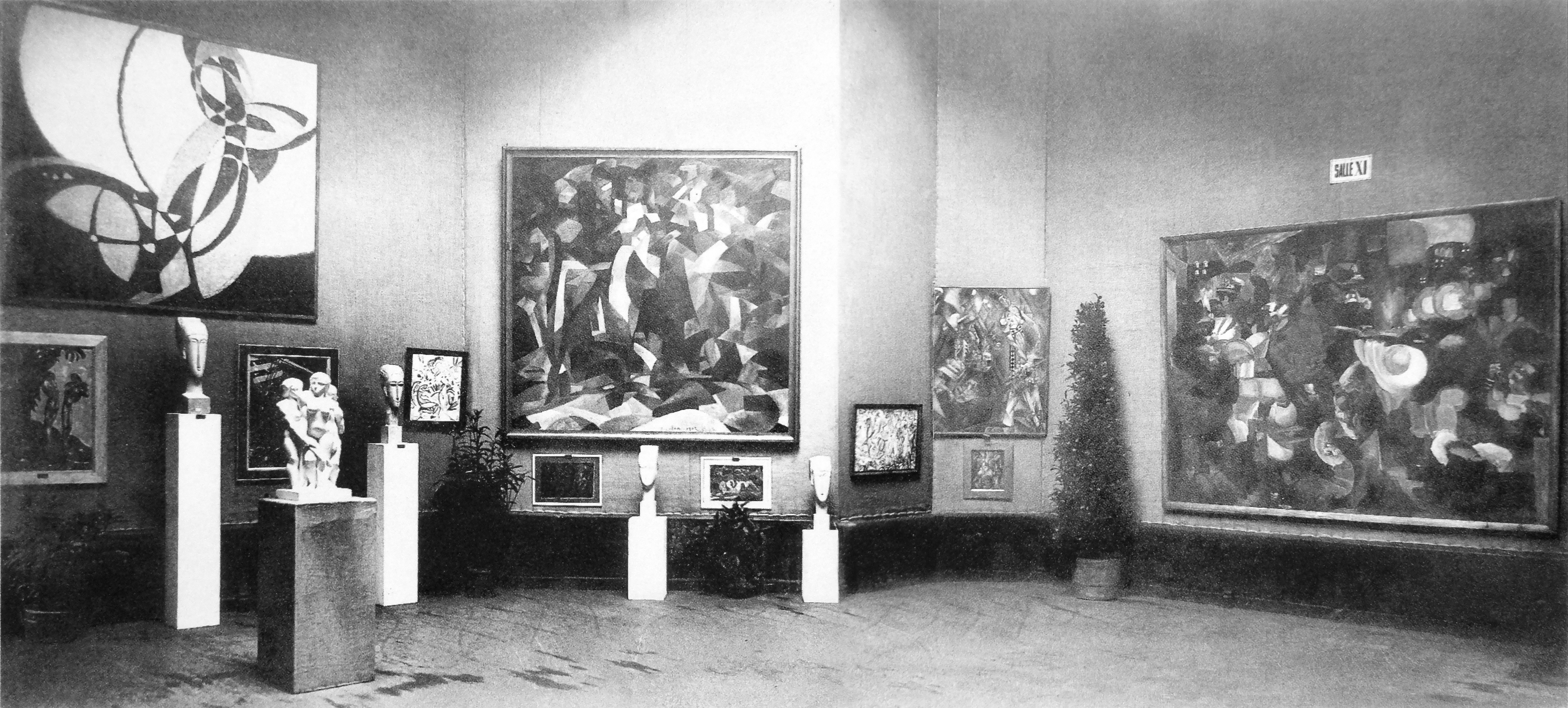
Pařížská výstava Podzimní salon roku 1912, zcela vlevo Kupkova Amorfa

Celé dílo Františka Kupky se do své konečné podoby utvářelo od prvopočátečního popisného realismu přes vlivy doznívajících malířských tendencí a směrů až ke konečnému vyústění do abstrakce.
Obraz Amorfa. Dvojbarevná fuga (ve sbírkách NG pod českým názvem Amorfa. Dvoubarevná fuga), byl první abstraktní obraz, který Kupka vystavil společně s obrazem Amorfa. Teplá chromatika na Podzimním salonu v Paříži roku 1912.
Samotná abstraktní tvorba Františka Kupky měla svůj specifický vývoj a zákonitosti. Šlo zde o zpracování tématu pohybu. Až do roku 1930 byly základem jeho nefigurativních obrazů realistické podklady, vrcholné období Kupkovy tvorby však představuje tzv. čistá abstrakce. Důležitou úlohu také sehrál Kupkův vztah k hudbě, vedoucí k rozvinutí výtvarného směru – orfismu.
V roce 2015 byl vytvořen první a jediný Soupis olejomaleb Catalogue raisonné Františka Kupky, který čítá na 359 olejomaleb. Tento ucelený soupis vydala pražská aukční síň a galerie Adolf Loos Apartment and Gallery ve spolupráci s Národní galerií Belvedere ve Vídni, Národní galerií v Praze, držitelem autorských práv malíře Adagp Paříž a Konig Books London. Kupkova tvorba byla rozčleněna do sedmi tematických okruhů: Předabstraktní, Řada Dvoubarevné fugy, Řada vertikálních a diagonálních plánů, Řada organických motivů, Příběhy tvarů a barev, Řada energických a mechanických, Čisté formy – syntézy a Série C. Ke každému dílu byl na základě osobního průzkumu, údajů z archivu autorů a archivu Jindřicha a George (Jiřího) Waldese, výstavních katalogů, veřejně dostupných dokumentů a archiválií vypracován popis, soupis výstav, literatury a vročení obrazu. Hlavní autor soupisu a ředitel Adolf Loos Apartment and Gallery Vladimír Lekeš je zapsán jako jediný český znalec v prestižním Guide International des Experts & Spécialistes vydávaném ve Francii a je pověřen majitelem autorských práv Františka Kupky, francouzskou společností Adagp, k ověřování pravosti Kupkových děl.

## Galerie

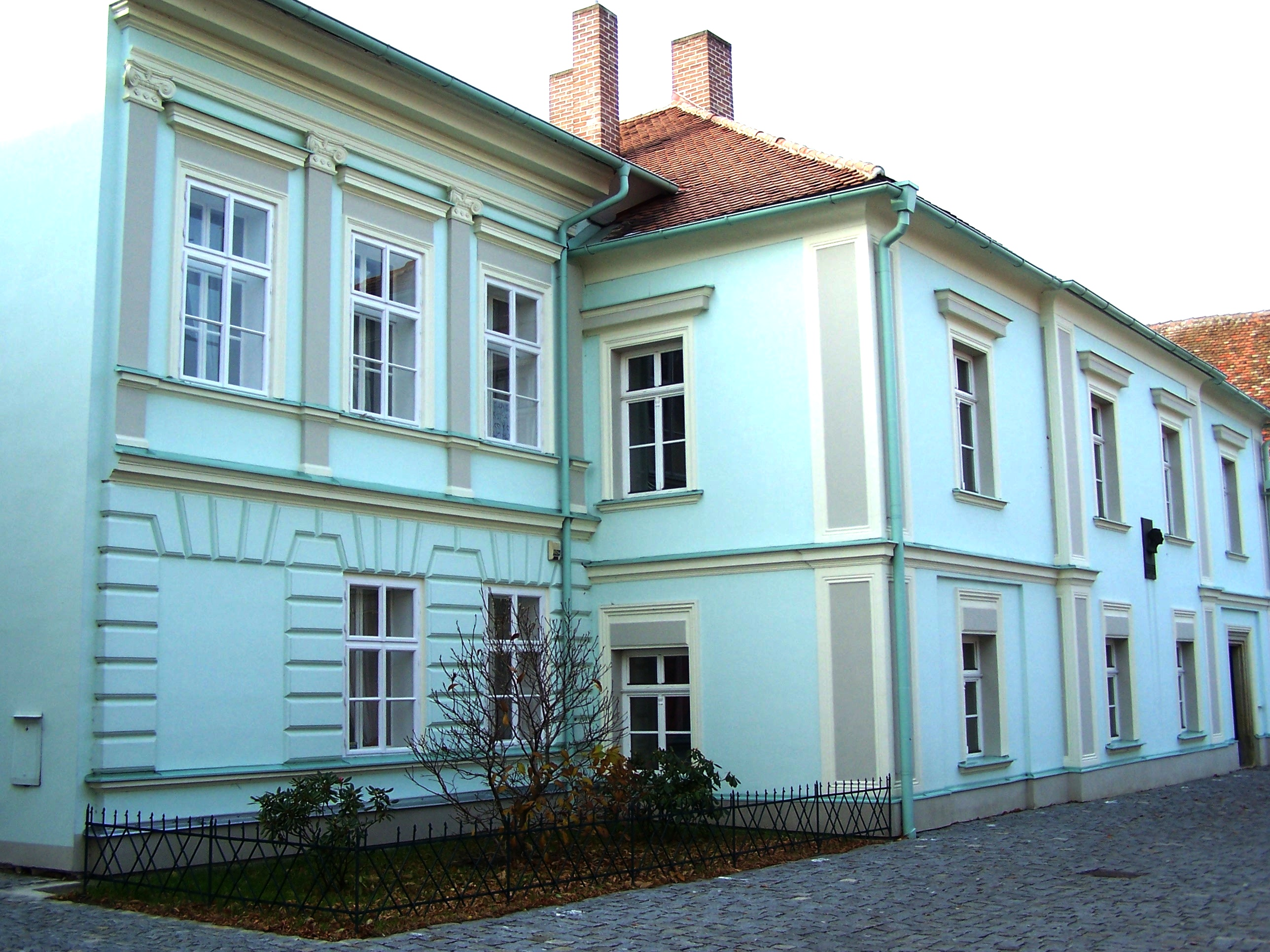
Opočno, Kupkův rodný dům

## Výstavy
Díla Františka Kupky byla vystavována na mnoha výstavách v Čechách i v zahraničí.
- Velkou přehlídkou jeho tvorby byla výstava v Japonsku v roce 1994.
- V roce 1998 byla uskutečněna rozsáhlá domácí výstava v Národní galerii v Praze.
- Na přelomu let 2012 a 2013 byla v Salmovském paláci v Praze na Hradčanech uspořádána výstava Cesta k Amorfě, ukazující Kupkova díla zapůjčená od významných světových institucí i soukromých sběratelů z České republiky, Francie a USA.
- Významná sbírka Kupkových obrazů a studií je součástí sbírek pražského Musea Kampa a Národní galerie v Praze.
- V roce 2016 u příležitosti vydání soupisu olejomaleb Františka Kupky a 70. výročí jeho první retrospektivní výstavy v Mánesu pořádala galerie Adolf Loos Apartment and Gallery výstavu děl Františka Kupky ve výstavní síni Mánes.[9][10]
- V roce 2018 uspořádala Réunion des Musées Nationaux-Grand Palais ve spolupráci s pařížským Centre Pompidou, Paris, Národní galerií v Praze a muzeem umění Ateneum (Helsinki) retrospektivní výstavu v pařížském Grand Palais. Výstava konající se od 21. března do 30. července 2018 nesla název Kupka – Průkopník abstrakce.[11]
- Ve spolupráci s organizátory pařížské výstavy 2018 byla v pražské Valdštejnské jízdárně uspořádána retrospektivní výstava František Kupka 1871–1957. Výstava přístupná v době od 7. září 2018 do 20. ledna 2019 byla obměněnou pařížskou výstavou 2018.[12]
- Ve výstavní síni Expo 58 ART v pražských Letenských sadech se od 26. února 2022 do 20. března 2022 konala výstava Kupka – Mucha pojatá jako volné připomenutí jediné společné výstavy Františka Kupky a Alfonse Muchy, která se pod názvem F. Kupka, A. Mucha konala v roce 1936 v Paříži v „Musée des Écoles Étrangéres Contemporaines“ v Jeu de Paume v Tuilerijských zahradách.[13] Za pouhé tři týdny výstavu navštívilo 18 000 zájemců.[14]